# José Manuel Cuenca Toribio
José Manuel Cuenca Toribio (Sevilla, 3 de març de 1939) és un historiador espanyol.

## Biografia
Nascut en una família oriünda de Higuera de Calatrava (Jaén), llicenciat en Geografia i Història a l'octubre de 1961 per la Facultat de Filosofia i Lletres de la Universitat de Sevilla, amb la qualificació de "Premi Extraordinari". Al maig de 1964 obté el doctorat en la mateixa facultat, amb igual qualificació. Professor contractat de la Universitat de Sevilla en el curs 1962-63. Casat amb la professora Soledad Miranda García, són pares de tres fills.

## Trajectòria
Professor adjunt d'Història Moderna de la Universitat de Navarra entre 1964 i 1967, professor agregat de la Universitat de Barcelona entre 1967 i 1971, va ser nomenat catedràtic d'Història Universal Contemporània i d'Espanya de la Universitat de València en 1971. Vicedegà de la facultat de Filosofia i Lletres de València en 1972, va ser Degà entre els cursos 1972 i 75. Catedràtic d'Història d'Espanya i Universal Contemporània en la Universitat de Còrdova des de 1975 fins a 2009 i Degà de la mateixa entre 1975 i 1987. Catedràtic emèrit de la mateixa Universitat des de 2009. Professor emèrit de la Universitat CEU San Pablo.
Director de 42 tesis doctorals, articulista assidu en la premsa regional i nacional (La Vanguardia, ABC, El Imparcial, Las Provincias, Diario de Córdoba, Diario 16 o Ideal de Granada) va començar la seva trajectòria amb estudis sobre l'Església i les societats catòliques, àmbit que va ser ampliant fins a interessar-se per temes d'índole andalusa. És, així mateix, especialista en la França actual. Va fundar i va dirigir els Congressos d'Història d'Andalusia (1976, 1991 i 2001) i l'Institut d'Història d'Andalusia.
Numerari de la Real Academia de Ciencias, Bellas Letras y Nobles Artes de Córdoba i corresponent de la sevillana de Bones Lletres des de 1978; corresponent també de la Reial Acadèmia de la Història des de 1984.

## Premis
Ha obtingut el Premio Nacional de Historia: col·lectiva (1981) i individualment (1982) —per Andalucía, historia de un pueblo—, així com el Premi Nacional de Periodisme José María Pemán (1985). En 2007 va rebre el premi d'Assaig Villa de Madrid José Ortega y Gasset.

## Obres
Selecció d'algunes de les seves obres:
- Aproximación a la Historia de la Iglesia Contemporánea en España, Ediciones Rialp, Madrid, 1978.
- Combates en Andalucía y páginas de Historia contemporánea, Córdoba, Publicaciones de la Diputación de Córdoba, 1978.
- Iglesia y burguesía en la España Liberal, Ediciones Pegaso (Valverde 32), Madrid, 1979.
- Sociedad y clero en la España del siglo XIX, Servicio de Publicaciones del Monte de Piedad y Caja de Ahorros de Córdoba, Córdoba 1980.
- Estudios sobre la Iglesia andaluza moderna y contemporánea, Instituto de Historia de Andalucía, Córdoba, 1980.
- Andalucía, historia de un pueblo, Madrid, Espasa Calpe, 1982.[2]
- Visión de Andalucía. Instituto de Desarrollo Regional, Universidad de Granada, Granada, 1983.
- Semblanzas andaluzas (galería de retratos), Colección Austral, Editorial Espasa-Calpe (Ctra. de Irún, km. 12.200), Madrid, 1984.
- Sociología de una élite de poder de España e Hispanoamérica contemporáneas: la jerarquía eclesiástica (1789-1985), Editorial Edersa, Madrid, 1986.
- La Segunda Guerra Mundial, Ed. Espasa-Calpe, Madrid, 1989.
- Relaciones Iglesia y Estado en la España contemporánea (1833-1945), Ed. Alhambra (Claudio Coello 76), Madrid, 1989.
- Pueblos y gentes de Córdoba, Caja Provincial de Ahorros, Córdoba, 1990.
- Historia de Sevilla. Del Antiguo al Nuevo Régimen, Publicaciones de la Universidad de Sevilla, Colección de Bolsillo, Sevilla 1991 (4ª edición).
- Ensayos sobre Andalucía, Caja Provincial de Ahorros, Córdoba, 1991.
- Estudios sobre el catolicismo español contemporáneo I y II, Servicio de Publicaciones de la Universidad, Córdoba, 1991.
- Parlamentarismo y antiparlamentarismo en España, Servicio de Publicaciones del Congreso de los Diputados, Madrid, 1995.
- La Francia actual: política y políticos, Servicio de Publicaciones de la Universidad, Córdoba, 1998 (2ª ed. corregida y aumentada).
- Ensayos iberistas, Centro de Estudios Constitucionales, Madrid, 1998.[3]
- El poder y sus hombres (1705-1998) ¿Por quiénes hemos sido gobernados los españoles?, Editorial Actas, Madrid, 1998.
- Estudios de Historia Política Contemporánea, Centro de Estudios Constitucionales, Madrid, 1999.
- Catolicismo español y catolicismo europeo contemporáneo, Ed. Encuentro, Madrid, 1999.
- «La historiografía sobre la Edad Contemporánea», Andrés-Gallego, José. (coord.) y otros: Historia de la historiografía española, Ed. Encuentro, Madrid, 1999.
- Intelectuales y políticos contemporáneos, Publicaciones de la Universidad de Sevilla, Colección de Bolsillo, Sevilla, 2000 (3ª edición corregida y aumentada).
- La obra historiográfica de Florentino Pérez-Embid, Escuela de Estudios Hispano-americanos-CSIC, Sevilla, 2001.
- Conversaciones con Alfonso Armada. El 23-F, Ed. Actas, Madrid, 2001.[4]
- Sindicatos y partidos católicos españoles: ¿Fracaso o frustración? (1870-1977), Unión Editorial, Madrid, 2001.[5]
- Historia y actualidad. Clío en la Posada, Editorial Actas, Madrid, 2002.
- Historia de Córdoba, Librería Luque, Córdoba, 2002 (2ª ed. corregida y aumentada).
- Estudios sobre el catolicismo español contemporáneo III, Servicio de Publicaciones de la Universidad, Córdoba, 2002.
- La oratoria parlamentaria española. Una antología, Centro de Estudios Constitucionales, Madrid, 2003.
- Catolicismo social y catolicismo político español contemporáneo (1870-2000), Unión Editorial, Madrid, 2003.[6]
- Momentos y figuras cordobesas, Real Academia de Córdoba-PRASA, Córdoba, 2003
- Ocho claves de la historia de España contemporánea, Ed. Encuentro, Madrid, 2003.
- Historia y literatura, Editorial Actas, Madrid, 2004.
- Historia general de Andalucía, Ed. Almuzara, Córdoba, 2005.
- Cartas a un joven historiador. Estudios historiográficos, Ed. Encuentro, Madrid, 2005.
- Estudios sobre el catolicismo español contemporáneo IV, Servicio de Publicaciones de la Universidad, Córdoba, 2005.
- La Francia actual: política y políticos, Córdoba, Servicio de Publicaciones de la Universidad de Córdoba, 2006 [3ª ed.].
- Historia y actualidad II, Editorial Actas, Madrid, 2006.
- La guerra de la Independencia: Un conflicto decisivo (1808-1814), Ed. Encuentro, Madrid, 2006.[7][8][9][n. 1]
- Dos siglos de postración. Política y políticos en la Andalucía contemporánea (1810-2006), Sevilla, Fundación José Manuel Lara, 2007.[12]